# ماركو تروتمان
ماركو تروتمان (بالألمانية: Marco Truttmann) (المولد 27 فبراير 1985 في شويز) هو لاعب سويسري لهوكي الجليد، يلعب منذ موسم 2007/08 بنادي EHC Biel كمهاجم.

## سِيْرَة
- EHC Seewen-Herti (أطفال)
- EV Zug (أطفال, NLA)
- EHC Olten (NLB)
- HC Thurgau (NLB)
- EHC Biel (NLB)
- HC Thurgau (NLB)
- EHC Biel (NLA).

## الاستحقاقات
- بطل سويسرا في عامي 2007 و 2008 مع نادي EHC Biel